# 華人置業
華人置業集團（簡稱華人置業、華置，港交所：0127）是在香港交易所上市的香港地產公司，由1922年成立。主要業務是物業投資及發展、經紀服務、證券投資及放債。1989年遷冊百慕達。现任董事會主席為劉鳴煒。創辦人為馮平山、李冠春等。

## 歷史
- 1986年，由劉鑾雄為首的愛美高集團有限公司收購43%股權，成為主要股東，並持有中華娛樂置業有限公司10.7%股權。
- 1987年，收購保華建築有限公司及中華娛樂策略投資有限公司。
- 1988年，業務拓展至國內。
- 1989年，旗下五間上市公司透過集團重組後遷冊至百慕達，上市地位亦由新控股公司取代，華人置業、愛美高集團有限公司及中華娛樂置業有限公司成為華人置業、愛美高國際控股有限公司及中華娛樂控股有限公司之全資附屬公司；而保華建築有限公司及中華娛樂策略投資有限公司歸入保華控股有限公司及瑞福控股有限公司。
- 1990年，保華控股有限公司及瑞福控股有限公司合併，成為保華國際控股有限公司。
- 1992年，保華國際控股有限公司及中華娛樂控股有限公司私有化。
- 1992年以約2億元購入銅鑼灣記利佐治街2號地下4個舖位、1樓及2樓，合共35,943方呎。銅鑼灣地帶商場物業前身租予酒樓
- 1993年，華人置業與愛美高國際控股有限公司合併，愛美高國際控股有限公司成為華人置業全資附屬公司，將旗下多間上市公司私有化，並整合成為華人置業集團。
- 1996年，透過將愛美高中國控股有限公司上市，將國內權益分拆。
- 1998年，收購廣生行國際有限公司64.29%股權。
- 2001年，持有至祥置業有限公司72.68%股權。
- 2003年，收購金匡企業有限公司57.56%股權。
- 2010年，華人置業向大股東兼主席劉鑾雄以26億至34億港元出售銅鑼灣怡東商場、灣仔York Place及修頓中心電腦城的一批商舖。四月透過3:7權益合營企業購一幢位於上海名為「新茂大廈」之甲級辦公樓 [1]

- 2011年1月16日華人置業以3779萬英磅（相當於4.65億港元）另須承擔其未償還銀行貸款約29.61億元及其他流動負債約2090萬元，合共斥資34.47億元購入英國倫敦 Midtown一個樓面429,980平方呎的寫字樓物業River Court

- 2012年8月14日，華人置業收到澳門土地工務運輸局通知，確認澳門「御海‧南灣」五幅土地的轉讓以及土地批給合同之相關修改的行為無效。
- 2012年9月6日，華人置業以5億美元把朝隆集團有限公司49%的權益出售給一家由日資基金SPARX Asia Capital Management Ltd.管理的投資基金所控制的公司。[2]

朝隆集團有限公司在江蘇啟東市寅陽鎮一幅土地，總面積約一百三十多萬平方米「海上威尼斯」，恒大地產持有朝隆集團有限公司餘下51%的權益。
- 2012年12月11日，中國勒泰商業地產集團有限公司以每股作價2.67元買入至祥置業61.96%股份，涉資5.61億元
- 2013年1月28日，華人置業宣布，在2011年1月認購的佳兆業債券，已經在2013年1月由佳兆業全數贖回，華人置業因此可套現3.27億美元，相當於25.5億元資金。該批債券本金總額為20億元人民幣（相當於約3.03億美元）。
- 2013年6月28日，GZ Trust Corporation不再持有華置股權，現時改由劉氏另一個家族信託Alto Trust Limited持有華置74.99％股權
- 2014年3月16日，華人置業發出公告，表示劉鑾雄已於3月14日辭去董事會主席及行政總裁。其子劉鳴煒接任空缺，調任為執行董事。[3]
- 2014年9月2日，華人置業以作價最高163億港元向大股東劉鑾雄出售澳門御海·南灣項目以及尖沙嘴新港中心商舖和車位。[4]

- 2014年12月12日，華人置業（127）公布，擬向大股東劉鑾雄出售旗下尖沙咀投資物業The ONE，暫定代價77.814億元，預計出售所得約46.57億元，公司會視乎情況於明年底前派發特別息。

- 2015年7月15日，華人置業以65億元向恒大地產出售旗下四川成都三個物業華置西錦城、華置都匯華庭以及華置廣場，總建築面積分別為8萬平方米、14.5萬平方米以及42.77萬平方米

- 2015年9月，華人置業出售持有位於上海名為「新茂大廈」之辦公樓之50:50權益合營企業予獨第三者。

- 2015年10月，華人置業聯同信和置業及中渝置地持有的重慶御龍天峰項目以70億港元出售予恒大地產。[5]

- 2015年11月12日華人置業以124.98億元，呎價$3.62萬，出售灣仔告士打道38號及謝斐道25號美國萬通大厦給恒大地產（3333）華置會在簽訂買賣協議後5日，先收取訂金12.5億元，繼而在物業成交後，再收取37.5億元，總代價餘額則分6年，每年支付12.5億元，華人置業出售灣仔美國萬通大厦，將錄得收益約15.294億元

- 2015年12月23日華人置業以120億元出售銅鑼灣告士打道311號皇室大廈給大股東劉鑾雄

- 2016年3月23日華人置業斥資20.48億元買入英國倫敦牛津街第61至67號及Soho Street（蘇豪街）第11至14號，總面積約55,162平方呎，設有地庫、地下及6個樓層，提供零售、寫字樓及住宅單位。

- 2016年5月8日恒大地產以每股12港元向華人置業附屬出售盛京銀行逾5.77億股，佔已發行總股本9.96%，涉資為69.26億港元

- 2016年10月，華置及市建局持有的灣仔尚翹峰商場連停車場以5.642億元售出，新買家為鄧成波。[6]

- 2016年12月16日華人置業分別以8.9億和3.52億港元向陳凱韻和劉鳴煒出售肇輝臺12號物業和羅湖商業城若干商舖

- 2017年3月1日華人置業大股東劉鑾雄以健康極為不穩為由，向長子劉鳴煒及太太陳凱韻（甘比）分身家。作為華置主席的劉鳴煒及執董陳凱韻分別獲派4.76億股或24.97%及9.54億股或50.02%

- 2017年5月7日華人置業以1.75億英鎊（約17.6億港元）向獨立第三方Kwasa UK Duo Limited收購位於倫敦的St James’s Square聖詹姆士廣場 11及12號 以及Ormond Yard 14至17號之綜合用途樓宇

- 2017年8月29日華人置業（127）公布，於四月至今於公開市場購入7.6633億股恒大（3333），成本價約104億元，平均每股13.57港元，佔恒大已發行股本5.83%，

- 2017年11月7日華人置業公布，於過去約一個月時間內，再增持中國恒大（3333）4569.3萬股，總代價14億元，相當於每股約30.64元，令其於恒大的持股量增至6.34%，加上執行董事陳凱韻（甘比）所持有的0.76%股份，持股量增至7.1%。

- 2018年4月4日華人置業公布，由2017年4月至今日正午12時期間，公司已在公開市場以總代價132億元（包括交易成本）購買中中國恒大集團（03333）發行之8.575億股股份，相當於恒大於2月28日已發行股本總數約6.5%，而截至2018年4月4日正午12時，執行董事及主要股東陳凱韻(甘比)個人持有1.965億股恒大股份，相當於恒大於2月28日已發行股本總數約1.49%，該等股份在公開市場以總代價約51億元（包括交易成本）購入。連同集團目前在恒大之持股量計算，陳凱韻被視為持有合共10.54億股恒大股份權益，相當於恒大於2月28日已發行股本總數約8%。

- 2021年9月28日，華人置業的股價於開市後急升33%，並於上午9時48分宣佈停牌。[7]2021年10月6日，華人置業獲大股東劉鑾雄家族提出私有化，每股作價4元，較9月28日收市值2.18元高出83.5%。[8]

- 2021年12月17日，華人置業私有化計劃於股東特別大會上遭到否決，74名出席會議的計劃股東中，僅10名贊成私有化計劃，其餘64名反對，即計劃會議結果遭到否決。特別股東會表決私有化的贊成票數為99%，但由於計劃會議未獲批准相關私有化議案，特別決議案將不會生效。[9]

- 2024年8月，華人置業以1.25億英鎊（約12.58億港元）出售位於倫敦14 St George Street的物業。該物業是一幢面積約50,000平方呎的寫字樓。[10]

- 2024年12月，華人置業以.62億英鎊（約15.9億港元）出售位於倫敦詹姆士廣場11及12號及Ormond Yard 14至17號的綜合用途樓宇物業。該物業面積約82,000平方呎，設有地下低層、地下及樓上六層的甲級寫字樓。[11]

## 董事会
执行董事
- 陳凱韻（行政總裁）
- 陳詩韻
- 林光蔚

非执行董事
- 劉鳴煒（主席）
- 刘玉慧

独立非执行董事
- 陈国伟
- 罗丽萍
- 马时俊

## 外部連結
- 華人置業集團有限公司 （页面存档备份，存于）